# Judería de Toledo
La judería de Toledo es un barrio histórico de la ciudad de Toledo, en la comunidad autónoma de Castilla-La Mancha, España. Durante la Edad Media, fue el principal núcleo de residencia de la comunidad judía toledana, aunque no existía una obligación legal estricta de habitar exclusivamente en él.

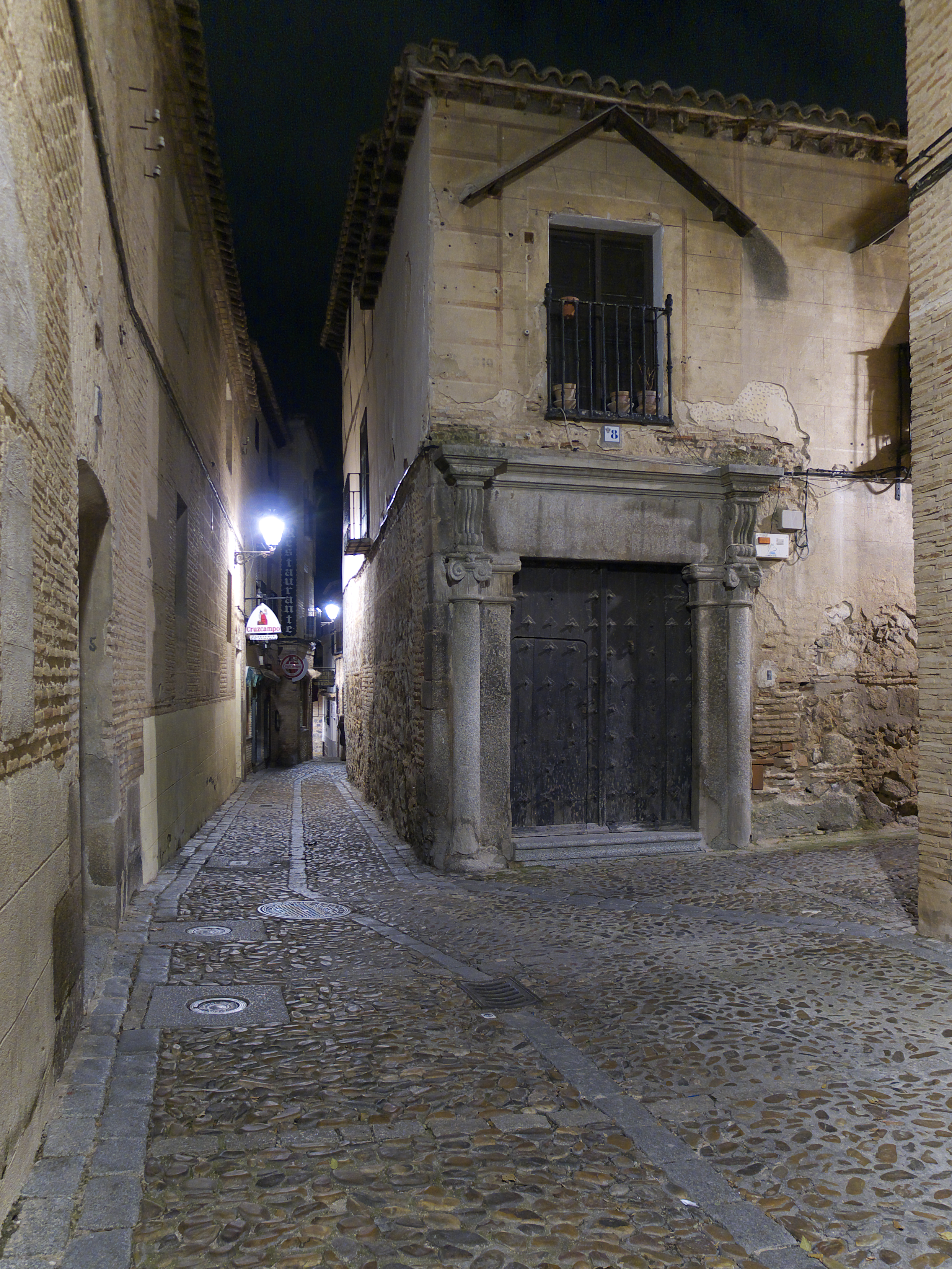
Calle en la judería de Toledo

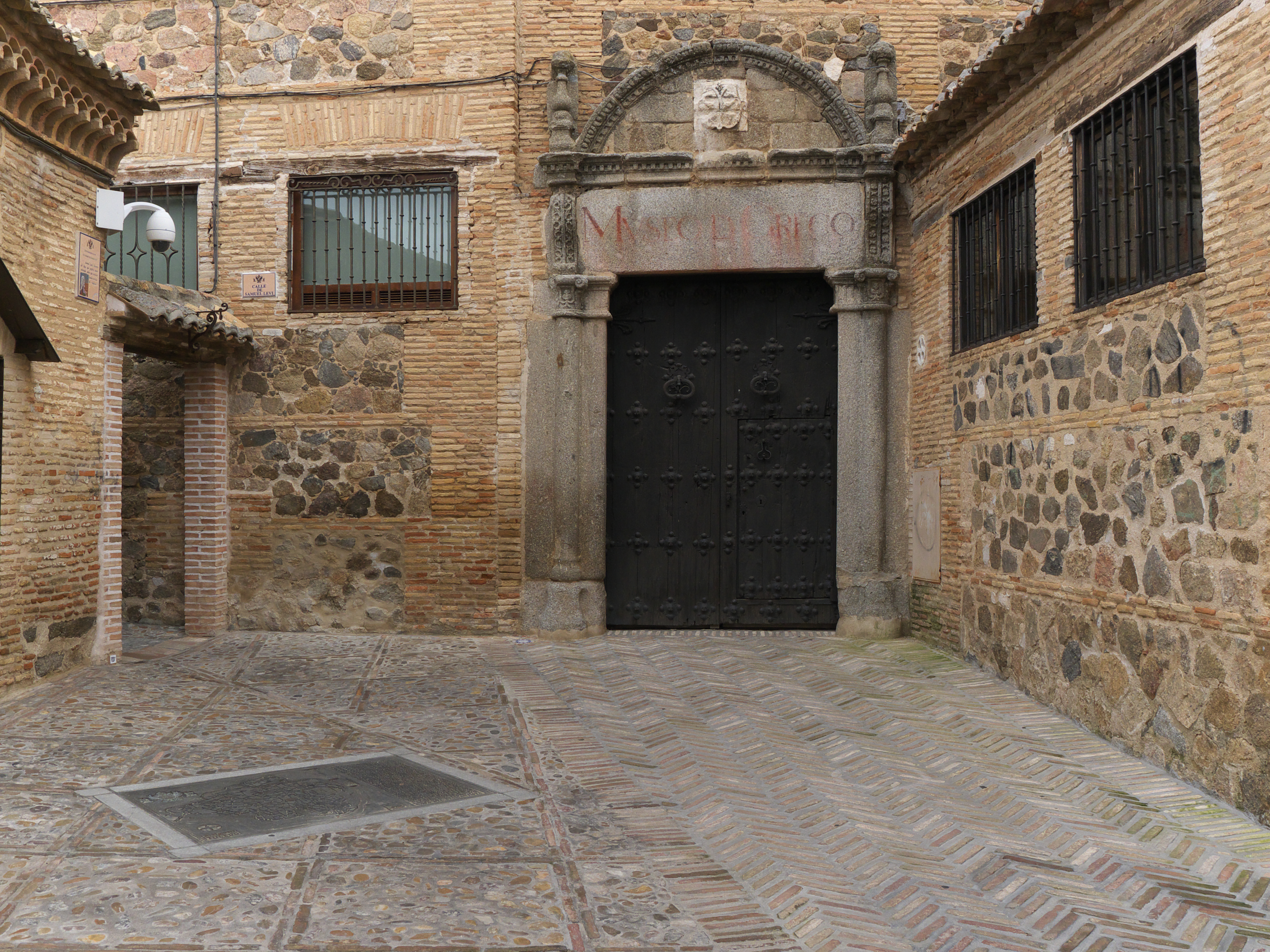
Calle de Samuel ha-Leví

Durante los siglos XII y XIII, la comunidad judía de Toledo se convirtió en una de las más numerosas y prósperas del Reino de Castilla. Judíos, musulmanes y cristianos convivieron pacíficamente durante siglos, lo que otorgó a la ciudad el sobrenombre de Ciudad de las Tres Culturas, hasta la expulsión decretada por los Reyes Católicos en 1492, conocida como el Edicto de Granada.

## Descripción
La judería de Toledo es accesible a través de varias puertas, siendo una de las principales la Puerta de Assulca. En su proximidad, se instalaba un mercadillo en el que se vendían productos esenciales como aceite, manteca, garbanzos, lentejas y otros artículos necesarios para la vida cotidiana.
El barrio estaba compuesto por calles, adarves (callejones sin salida) y pequeñas plazas. La calle principal era la Calle del Mármol, que conectaba el barrio judío con el resto de la ciudad.
Durante la Edad Media, en el barrio existían mercados, sinagogas, baños públicos, hornos de pan, palacios y una muralla. Además, cerca del río Tajo se encontraba un sector conocido como *Barrio del Degolladero*, denominado así por ser el lugar designado para la matanza ritual (*shejitá*) del ganado.

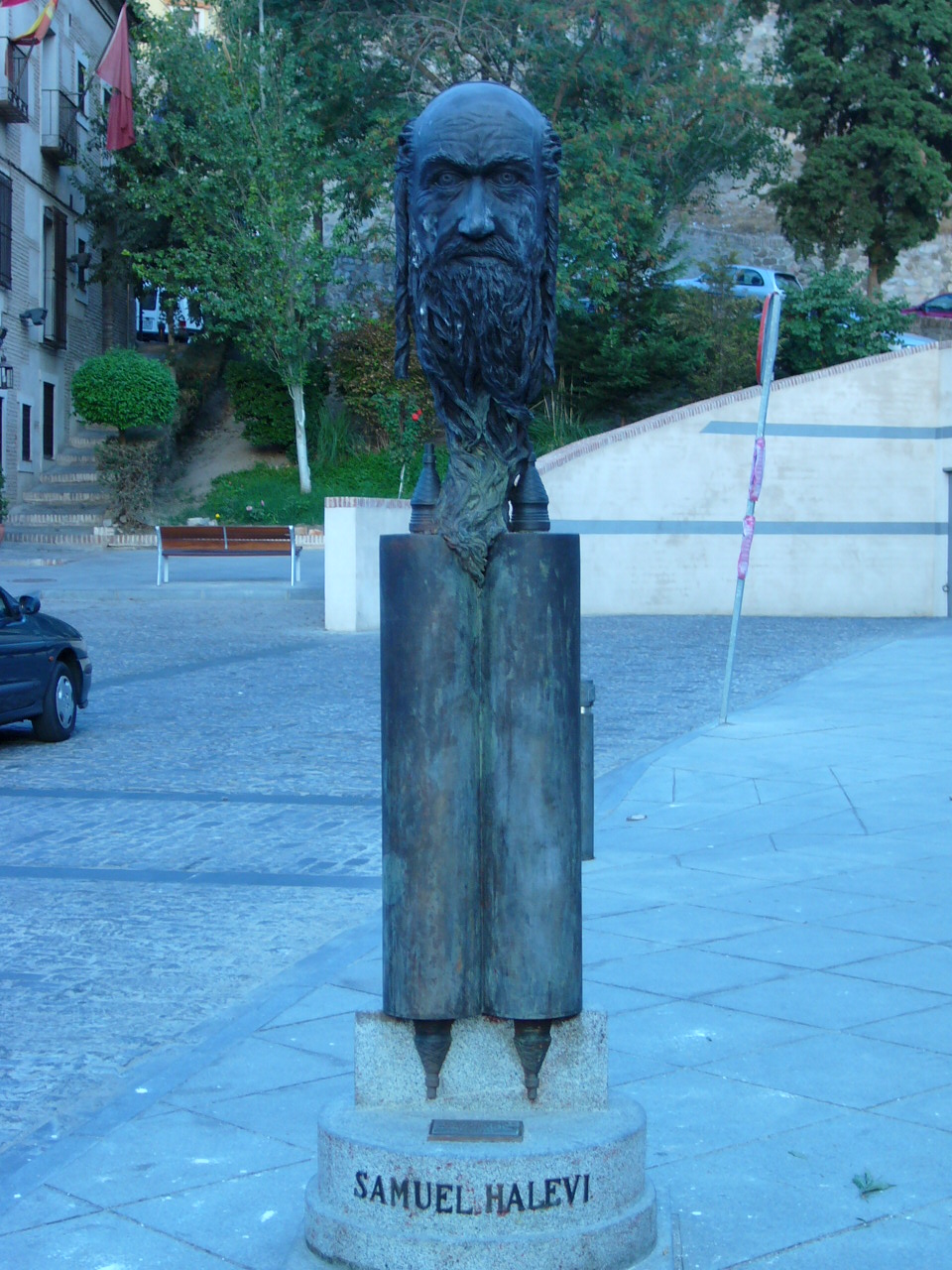
Escultura de Samuel ha Leví en la judería de Toledo

En el barrio conocido como *Barrio de Hamazelt* residían las familias judías más acomodadas. El judío más célebre de Toledo fue Samuel ha Leví, quien vivió en la actual Calle San Juan de Dios. Ha-Leví fue tesorero del rey Pedro I de Castilla y mandó construir una gran sinagoga, conocida más tarde como la Sinagoga del Tránsito. Esta sinagoga contaba con una mezuzá fijada al marco de la puerta, que contenía pasajes del Libro del Deuteronomio.
En la actualidad, se conservan dos sinagogas en Toledo que funcionan como museos: la Sinagoga del Tránsito y Santa María la Blanca (anteriormente conocida como la Sinagoga de Ibn Shushan). Cuando estas sinagogas estaban en funcionamiento, cada viernes antes del atardecer, un rabino anunciaba la llegada del Shabat.
Cerca de cada sinagoga existía un baño ritual conocido como mikve, utilizado por las mujeres judías para purificarse ritualmente después de la menstruación o el parto, siguiendo las leyes de pureza familiar (Nidá). También se utilizaba para purificar ciertos utensilios de cocina que, al ser adquiridos, no eran aptos ritualmente y debían ser sumergidos para ser purificados antes de su uso.

## Legado cultural y arquitectónico
La judería de Toledo ha dejado una huella indeleble en la cultura toledana y española en general. A lo largo de los siglos, los judíos en Toledo hicieron contribuciones significativas en diversos campos, incluidos la filosofía, la medicina y las ciencias. Notables figuras como Maimónides, uno de los filósofos más influyentes de la Edad Media, tuvieron vínculos con la comunidad judía toledana, aunque se trasladó posteriormente a otras ciudades.
La arquitectura de la judería, que aún se conserva en gran parte, refleja un estilo único que combina influencias islámicas, cristianas y judías. Las sinagogas, baños rituales y calles laberínticas, junto con los restos de las murallas medievales, siguen siendo un testimonio tangible de la convivencia entre las tres culturas.

## Turismo y conservación
En la actualidad, la judería de Toledo es uno de los destinos turísticos más visitados de España. Su rica historia, sus monumentos y su legado cultural atraen a miles de turistas de todo el mundo cada año. Además de las sinagogas convertidas en museos, el barrio alberga el Museo Sefardí, que ofrece una visión completa de la vida y la cultura de los judíos sefardíes.
La conservación de la judería ha sido una prioridad para las autoridades locales y nacionales, con iniciativas para preservar las estructuras históricas y mantener el carácter único del barrio. En 1987, la judería fue declarada Bien de Interés Cultural (BIC) por su valor histórico y arquitectónico.